# Borsec
Borsec (in ungherese Borszék , in tedesco Bad Borseck) è una città della Romania di 2 795 abitanti, ubicata nel distretto di Harghita, nella regione storica della Transilvania.
La città è formata da due aree principali: Borsecul de Sus e Borsecul de Jos.
La maggioranza della popolazione (quasi l'80%) è di etnia Székely.
Borsec è una località abbastanza nota dal punto di vista turistico, per l'ambiente naturale montano e soprattutto per le sue sorgenti di acque minerali, ricche di calcio e magnesio, conosciute e sfruttate fin dal 1804.

Le sorgenti sono numerose e 5 di esse vengono attualmente sfruttate da stabilimenti di imbottigliamento.
La frazione più alta della città (de Sus) è una grande area verde, lastricata in travertino e costituita da una serie di caratteristiche costruzioni in pietra e legno, alcune delle quali considerate monumento architettonico nazionale.

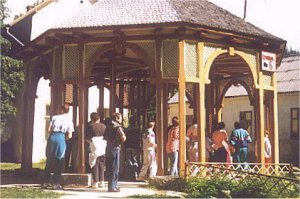
Un gazebo di acqua minerale